# Ele Não (hashtag)-beweging
De Ele Não beweging (of #EleNão, Hij niet) is een protest tegen de kandidaat voor het presidentschap in Brazilië, Jair Bolsonaro, geleid door vrouwen. Dit manifest vond plaats via sociale media, met name in de groep “Mulheres contra Bolsonaro” (Vrouwen tegen Bolsonaro) op Facebook. De reden voor dit protest waren de uitspraken van misogynie door Bolsonaro en de bedreiging die hij uit op de democratie. Er ontstonden ook manifestaties op verschillende plaatsen in Brazilië op 29 september 2018, die nadien nog verder verspreid zijn. Dit is het grootste protest dat heeft plaatsgevonden in Brazilië door vrouwen.

## Context
De gedeputeerde Jair Bolsonaro is kandidaat voor de verkiezingen van het presidentschap die startten op 7 oktober 2018, vanuit de rechtse politieke partij Partido Social Liberal (PSL). Tijdens zijn politieke carrière is hij beschuldigd van homofobie, racisme, misogynie en seksisme tegen vrouwen. Als ex-staatsmilitair wil hij de misdaad in zijn land bestrijden en voorkomen dat de 'communisten', zoals hij de sociaaldemocratische Arbeiderspartij PT noemt, aan de macht komen. Hij verheerlijkt hierbij de dictatuur en de kerkelijke moraal.
De groep "Mulheres Contra Bolsonaro" die op 30 augustus werd opgericht op Facebook telde 1 miljoen volgers op 12 september 2018. Op 16 september was dit aantal al meer dan 2 miljoen. Op die dag werd het account gehackt en werd de naam van de groep veranderd van "Vrouwen tegen Bolsonaro" naar "Vrouwen voor Bolsonaro". Bolsonaro die niet door had dat het om een gehackt account ging, bedankte de groep voor hun steun middels een twitter bericht. Inmiddels is de Facebook-groep weer onder toezicht van de originele administratoren. Op 30 september telde de facebook groep 3,88 miljoen leden.

## Oorsprong
De hashtag #EleNão is in het leven geroepen in Brazilië op 12 september 2018 door "de beweging feministen die Bolsonaro verwerpen". In 12 dagen werd de hashtag meer dan 1,6 miljoen gebruikt op Twitter, waaronder door nationale en internationale celebreties. Het hoogtepunt werd bereikt op Twitter vlak nadat de groep gehackt was.
Beroemdheden die dit manifest steunden waren o.a. Cher en Madonna. Zo had Madonna op Instagram een afbeelding geplaatst van haar zelf met een stuk tape op haar mond geplakt waarop het woord "freedom" (vrijheid) te lezen was. De hashtag gaat gepaard met de uitspraken: "Hij gaat ons niet onze eigenwaarde afnemen, hij gaat ons niet de mond snoeren, hij gaat ons niet onderdrukken." Gevolgd door: #EndFascim, of eindig het fascisme.
Hashtags die ontstonden naar aanleiding van #EleNão (Hij niet) waren #EleNunca (Hij nooit), #EleJamais (Hij nooit meer) en #NotHim, de Engelse variant.

## Vrouwenbewegingen online
Het was niet de eerste keer dat feministen in Brazilië sociale media hadden ingeschakeld voor hun protesten. In maart 2014 ontstond er de eerste hashtag #NãoMereçoSerEstuprada (Ik verdien het niet om verkracht te worden). In 2015 was het #PrimeiroAssédio (eerste belegering) en #MeuAmigoSecreto. (mijn geheime vriend) En eind 2017 ging ook de #MeToo hashtag viraal in Brazilië.
Het verschil met de andere protesten is dat deze enkel online gevoerd zijn, in tegen stelling tot de #EleNão beweging die zoveel ophef gaf dat meer dan 100.000 vrouwen op de been werden gebracht in heel Brazilië.
Volgens antropologe Rosana Pinheiro-Machado en activiste Joanna Burigo is de #EleNão hashtag meer dan een simpele hashtag. Het is een beweging die heel minuscule opereert en tegelijkertijd een politieke uiting oproept en dient om andere vrouwenbewegingen te laten versmelten, online en in real life.

## Manifestaties
Op 29 september hebben er in 26 Braziliaanse staten, inclusief het Federale District, protesten plaats gevonden onder de vlag van de #EleNão-beweging. De manifestaties bestond onder meer uit activisten, politiek gekleurde mensen, kunstenaars en intellectuelen. De protesten zijn geïnitieerd door vrouwen. Ook het overgrote deel van het publiek tijdens de manifestaties was vrouw.
In São Paulo vond de opkomst plaats op Largo da Batata, er waren 500.000 manifestanten aanwezig. In Rio de Janeiro startte het protest op Cinelândia en was er een optocht tot aan Praça XV, hier waren op het hoogtepunt 150.000 mensen bijeen. In Belo Horizonte in Mas Gerais begon de manifestatie op praça sete, er kwamen zo'n 100.000 mensen bij elkaar. In het noordoosten van Brazilë kwamen in Salvador, Recife en Fortaleza de grootse hoeveelheden mensen samen om te protesteren. In Salvador trad de zangeres Daniela Mercury op en Maria Gadú. In Recife waren er ook 150.000 mensen op de been gebracht. In Zuid Brazilië waren er protesten in Porto Alegre, Rio Grande do Sul, Florianópolis en Curitiba. In het centrum en noorden van Brazilië vonden er protesten plaats in Brasília en Manaus.

## Wereldwijd
Ook in het buitenland werd er geprotesteerd, o.a. in Berlijn, Lissabon, Londen, Parijs, Barcelona, Dublin, Boedapest, Beiroet en New York.